# Jovan Popović
Jovan Popović –en serbio, Јован Поповић– (Belgrado, Yugoslavia, 11 de mayo de 1987) es un deportista serbio que compitió en remo.
Ganó dos medallas en el Campeonato Mundial de Remo, en los años 2006 y 2007, y una medalla de bronce en el Campeonato Europeo de Remo de 2011.

## Palmarés internacional
| Campeonato Mundial | Campeonato Mundial | Campeonato Mundial | Campeonato Mundial |
| Año                | Lugar              | Medalla            | Prueba             |
| ------------------ | ------------------ | ------------------ | ------------------ |
| 2006               | Eton (Reino Unido) | Medalla de oro     | Dos con timonel    |
| 2007               | Múnich (Alemania)  | Medalla de plata   | Cuatro con timonel |
| Campeonato Europeo |                    |                    |                    |
| Año                | Lugar              | Medalla            | Prueba             |
| 2011               | Plovdiv (Bulgaria) | Medalla de bronce  | Dos sin timonel    |